# Force d'intervention de la Police nationale
Pour les articles homonymes, voir FIP.
La force d’intervention de la Police nationale (FIPN) est une structure de la Police nationale française visant à coordonner les différentes unités d'intervention de la Police nationale et regroupant le RAID et la Brigade anticommando (BRI-PP) de la Préfecture de Police de Paris.
En pratique, la FIPN joue un rôle d'information et de préparation des personnels des unités qui la composent. Si elle est activée opérationnellement, ces unités passent sous le commandement du chef du RAID.

## Présentation

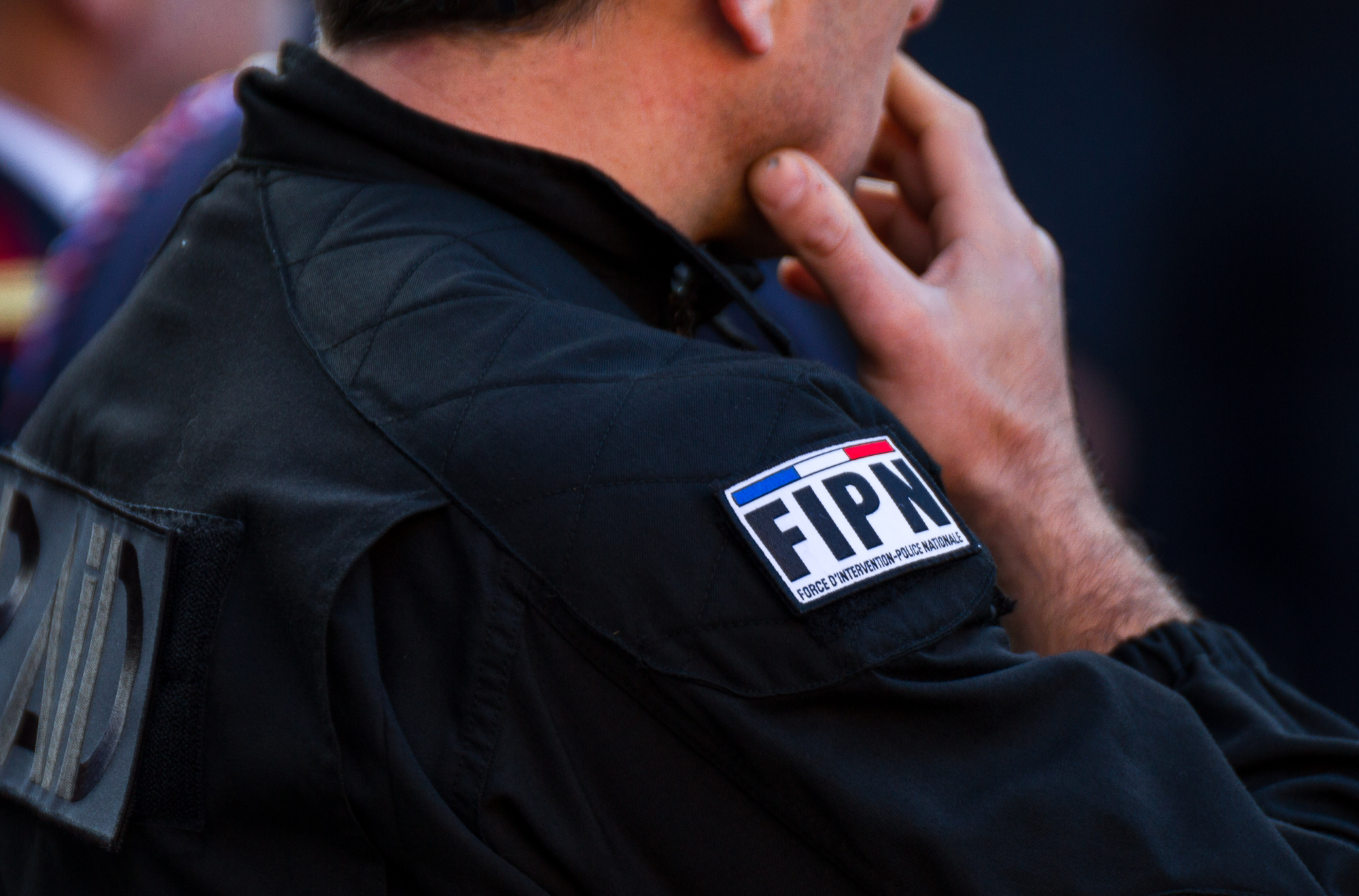
Écusson de la FIPN sur l'épaule d'un agent du RAID (2015).

Créée officiellement en janvier 2011, la force d’intervention de la Police nationale coordonne, sous l'autorité du chef du RAID, les groupes d’interventions suivants :
- l’unité recherche, assistance, intervention, dissuasion (RAID) qui inclut l'unité centrale basée à Bièvres et treize antennes territoriales basées en métropole (Bordeaux, Lille, Lyon, Marseille, Nice, Rennes, Strasbourg, Montpellier, Nancy et Toulouse) ou outre-mer (Nouméa, Pointe-à-Pitre et Saint-Denis)[1] ;
- la brigade anticommando (BRI-PP BAC) de la préfecture de police de Paris (PP), formation temporaire constituée par la brigade de recherche et d'intervention. On la désigne souvent BRI-BAC[2] ;

Sa mission est de préparer les unités la composant et, si elle est activée, de les déployer opérationnellement sous le commandement du chef du RAID.

## Commandement
- Amaury de Hauteclocque : 2009-2013[3]
- Jean-Michel Fauvergue : 2013-2017[4]
- Jean-Baptiste Dulion : depuis 2017[5]

## Opérations

Positionnement des unités d'intervention

La première opération d'ampleur de la FIPN s'est déroulée le 9 janvier 2015 contre le preneur d’otages de la Porte de Vincennes, Amedy Coulibaly.
Ses unités (RAID et BRI-BAC) sont également intervenues ensemble - sans que la FIPN soit officiellement activée - lors des attentats du 13 novembre 2015 en France et notamment lors des assauts du Bataclan (dirigé par la BRI) et de Saint-Denis (dirigé par le RAID). Dans les deux cas, selon le vocabulaire des unités d'intervention, l'une des deux unités était "menante" et l'autre "concourante" .